# Emile-Jean-André Roux
Emile-Jean-André Roux, francoski general, * 13. junij 1889, † 7. junij 1962.